# 기즈정
기즈정(일본어: 木津町)은 일본 교토부 소라쿠군에 놓여졌던 정이다. 2007년 3월 12일, 야마시로정, 가모정과 합병해 기즈가와시가 되었다.